# Segunda epístola a los corintios

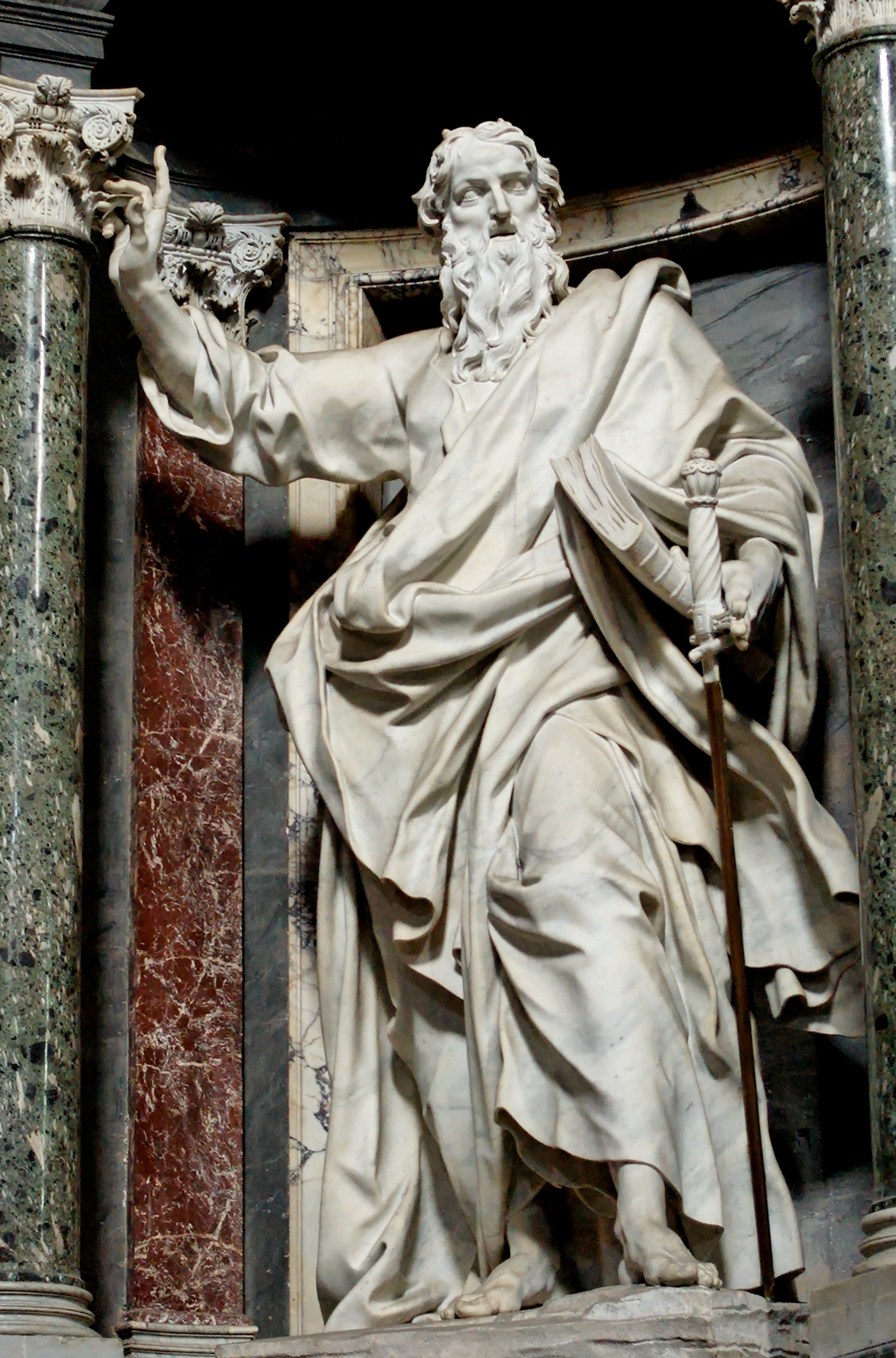
Pierre-Étienne Monnot: Estatua de San Pablo en la Archibasílica de San Juan de Letrán.

La segunda epístola a los corintios  (Α΄ ᾽Επιστολὴ πρὸς Κορινθίους) es un escrito que pertenece al Nuevo Testamento, la parte más reciente de la Biblia. El conjunto de documentos que forman el Nuevo Testamento se escribieron en el I. Es una carta escrita por Pablo de Tarso y un coautor, Sóstenes, y está dirigida a la iglesia cristiana de la Corinto. A pesar del nombre, no se cree que sea la primera carta de este tipo. Los eruditos creen que Sóstenes fue el amanuense que escribió el texto de la carta por indicación de Pablo. Aborda diversas cuestiones que habían surgido en la comunidad cristiana de Corinto y está compuesta en una forma de griego koiné. 
Poco después de escribir su primera carta a los corintios, Pablo salió de Éfeso para llegar a Macedonia. Escrita por el año 57, tiene como finalidad la apologética del ministerio apostólico de Pablo.
Tras observar el fruto de su primera epístola con la creación de nuevas comunidades cristianas, la segunda carta se dirige nuevamente a estos conversos, a los que se trata con gran cariño: «Vosotros sois nuestra carta, escrita en nuestros corazones».

## Antecedentes
Los contactos de Pablo con la iglesia de Corinto pueden reconstruirse como sigue:
1. Pablo visita Corinto por primera vez, pasando allí unos 18 meses (Hechos 18:11). Después abandona Corinto y pasa unos 3 años en Éfeso (Hechos 19:8, 19:10, 20:31). (Aproximadamente del 53 al 57 d. C., véase el artículo 1 Corintios).
2. Pablo escribe la «carta de advertencia» en su primer año desde Éfeso (1 Corintios 5:9).
3. Pablo escribe 1 Corintios desde su segundo año en Éfeso.
4. Pablo visita la iglesia de Corinto por segunda vez, como indicó que haría en 1 Corintios 16:6. Probablemente durante su último año en Éfeso. 2 Corintios 2:1 la califica de «visita dolorosa».
5. Pablo escribe la «carta de las lágrimas».
6. Pablo escribe 2 Corintios, indicando su deseo de visitar la iglesia corintia por tercera vez (2 Cor 12:14, 2 Cor 13:1). La carta no indica desde dónde escribe, pero suele fecharse después de que Pablo saliera de Éfeso hacia Macedonia (Hechos 20), ya sea desde Filipos o Tesalónica en Macedonia.[8]
7. Pablo presumiblemente hizo la tercera visita después de escribir 2 Corintios, porque Hechos 20:2-3 indica que pasó 3 meses en Grecia. En su carta a Roma, escrita en esta época, envió saludos de algunos de los principales miembros de la iglesia a los romanos.[8]

### Fecha
Hay pruebas de que Pablo escribió 2 Corintios desde Macedonia en el año 55 o 56 d. C., aproximadamente un año después de escribir 1 Corintios y un año antes de escribir su carta a la Romanos desde Corinto. 

## Composición
Aunque hay pocas dudas entre los eruditos de que Pablo es el autor, se discute si la epístola fue originalmente una sola carta o se compuso a partir de dos o más cartas de Pablo.: 8 
Aunque el Nuevo Testamento sólo contiene dos cartas a la iglesia de Corinto, la evidencia de las propias cartas es que escribió al menos cuatro y la iglesia respondió al menos una vez:
1. 1 Corintios 5:9 («Os escribí en una epístola que no os juntaseis con fornicarios». La Biblia del rey Jacobo) se refiere a una carta anterior, a veces llamada la «carta de advertencia»[12] o la «carta anterior».
2. 1 Corintios
3. La carta severa: Pablo se refiere a una «carta de lágrimas» anterior en 2 Corintios 2:3-4 y 7:8. 1 Corintios no coincide con esa descripción, por lo que esta «carta de lágrimas» puede haber sido escrita entre 1 Corintios y 2 Corintios.
4. 2 Corintios

7:1 afirma que Pablo estaba respondiendo a ciertas preguntas escritas y enviadas a él por la iglesia de Corinto.

## Contenido por capítulos

### Capítulo I
Como es su costumbre, Pablo comienza la epístola con su saludo y el de Timoteo a los santos Corinto y a los de toda Acaya. Le sigue una acción de gracias a Dios por haberle salvado de las grandes tribulaciones que sufrió en Asia. Muestra la sinceridad  de su conducta y de sus cartas y da una explicación del cambio de planes.

### Capítulo II
Comenta que decidió no volver a Corinto lleno de tristeza y que si alguien les causó tristeza, no es a Pablo a quien contristo sino a todos los corintios. A ese le  basta el castigo impuesto por toda la comunidad si bien ruega que le perdonen y le consuelen para que no se vea consumido por la tristeza.
Muestra su inquietud por no tener noticias de Corinto. Sigue comentándoles su recorrido de la siguiente manera:
12-Cuando llegué a Tróade, para anunciar el Evangelio de Cristo, aunque se me había abierto una puerta en el Señor, 
13-no hallé sosiego para mi espíritu por no encontrar a mi hermano Tito; así que me despedí de ellos y salí para Macedonia. 
14-Pero gracias sean dadas a Dios, que siempre nos hace triunfar en Cristo y por medio de nosotros manifiesta el aroma de su conocimiento en todo lugar; 
15-porque somos para Dios el «buen olor de Cristo» entre los que se salvan y entre los que se pierden;

#### Comentarios
Pablo demuestra un sincero interés y preocupación por sus seguidores y colaboradores. Se aflige por la situación de Tito cuando lo envía a Corinto, pero experimenta gran alegría al reencontrarlo en Macedonia.

El Evangelio expande por todas partes un perfume agradable y precioso, aunque haya quienes perecen a su lado, como consecuencia de su incredulidad. No es por tanto al Evangelio a quien debe culparse de la ruina de algunos, sino a su propia corrupción.

En consecuencia, todo cristiano debe mostrar a Cristo con su conducta:

Debe obrar de tal manera que quienes le traten perciban el «bonus odor Christi», el buen olor de Cristo; debe actuar de modo que, a través de las acciones del discípulo, pueda descubrirse el rostro del Maestro.

#### Versículos 16 y 17
16 para unos olor de muerte para la muerte, para otros olor de vida para la vida. Y para esto, ¿quién es idóneo? 
17 Porque no somos como tantos otros que adulteran la palabra de Dios, sino que con sinceridad, como de parte de Dios y delante de Dios, hablamos en Cristo. 
La segunda parte del versículo 16 y el 17 sirven como introducción a la defensa que Pablo realiza de su ministerio en los capítulos siguientes. En estos versículos, contrasta la autenticidad de su mensaje con las distorsiones que presentan ciertos falsos apóstoles, quienes buscan su propia gloria en lugar de la de Cristo.

Adulterar la palabra de Dios es o sentir en ella algo distinto de lo que en realidad es, o buscar por ella no los frutos espirituales, sino los fetos adulterinos de la alabanza humana. Predicar con sinceridad es (…) buscar la gloria del autor y creador. 

### Capítulo III
Comienza con una carta de autorrecomendación para mostrar que no es orgullo humano mostrar la grandeza de su ministerio apostólico.
1 ¿Comenzamos de nuevo a recomendarnos a nosotros mismos? ¿O acaso necesitamos, como algunos, cartas de recomendación para vosotros o de vuestra parte? 
2 Nuestra carta sois vosotros, escrita en nuestros corazones, conocida y leída por todos los hombres; 
3 pues es notorio que sois una carta de Cristo, redactada por nuestro ministerio y escrita no con tinta sino con el Espíritu de Dios vivo; no en tablas de piedra sino en tablas que son corazones de carne.

#### Comentario
Enviar cartas de recomendación era una práctica común en la época, como se ve en pasajes como Hechos 9,2 y 15,22-30. Es probable que los adversarios de Pablo hubieran llegado a Corinto con cartas de este tipo. Pablo, sin embargo, confiando únicamente en el respaldo del Señor, considera que su mejor carta de recomendación son los mismos fieles de Corinto, quienes se han convertido a través de su predicación.

Porque eran suficiente carta que declaraba quién era San Pablo y cuán provechosa su presencia. Y dice que esta carta la saben y leen todos, porque cualquier gente, por bárbara que sea, aunque no entienda el lenguaje de la palabra, entiende el lenguaje del buen ejemplo y virtud, que ve puesto por obra, y de allí vienen a estimar en mucho al que tales discípulos tiene.

En Corinto, algunos seguidores de los judaizantes pensaban que la enseñanza de Pablo era producto de su propia invención y orgullo. Ante estas críticas, Pablo recurre a Dios y destaca la superioridad de la Nueva Alianza sobre la Antigua. Señala tres argumentos clave que respaldan la dignidad de su ministerio: su pertenencia a la Nueva Alianza, que supera a la antigua; su mayor gloria en comparación con el ministerio de Moisés; y su fundamento en el Espíritu de verdad y libertad, en contraste con el texto escrito que requiere interpretación.

Lo más importante en la Ley del Nuevo Testamento y en lo que consiste todo su poder, es la gracia del Espíritu Santo, que se da por la fe de Cristo

Pablo utiliza la imagen del velo que utilizaba Moisés para ocultar su cara, para representar el carácter temporal y limitado del Antiguo Testamento, mostrando cómo este impide una comunicación directa con Dios a través de Moisés y la Ley. Según Pablo, es Cristo quien quita este velo, permitiendo que, solo a través de la luz plena que trae Jesucristo, se comprenda el verdadero significado de las Escrituras sagradas.

Dios, autor que inspira los libros de ambos Testamentos, dispuso las cosas tan sabiamente que el Nuevo Testamento está latente en el Antiguo, y el Antiguo está patente en el Nuevo (…). Y los libros del Antiguo Testamento, incorporados a la predicación evangélica, alcanzan y muestran su plenitud de sentido en el Nuevo Testamento y a su vez lo iluminan y explican.

La enseñanza final es clara: a través de Cristo y por medio del Espíritu Santo, los cristianos pueden participar de la vida divina. Así como Moisés reflejaba la gloria de Dios en su rostro después de encontrarse con Él en el Sinaí, los cristianos reflejan en su vida la gloria de Cristo, a quien contemplan mediante la fe.

El cristiano purificado por el Espíritu Santo en el sacramento de la regeneración es transformado según la expresión del Apóstol en la imagen del mismo Jesucristo. No solamente contempla la gloria del Señor, sino que toma para sí mismo algunos rasgos de esta gloria divina (…). El alma regenerada por el Espíritu Santo recibe y difunde a su alrededor el resplandor de la gloria celeste que le ha sido comunicado.

### Capítulo IV
Pablo expone la sinceridad de su conducta así como la serie de tribulaciones por las que pasó pero que le sostuvo la esperanza del Cielo

#### Comentarios
En las tribulaciones de Pablo están reflejadas las dolencias de la Pasión de Jesús y   recuerda que el dolor y la contrariedad estarán presentes en la vida de los cristianos.

Si ambicionas la estima de los hombres, y ansías ser considerado o apreciado, y no buscas más que una vida placentera, te has desviado del camino. (…) En la ciudad de los santos, solo se permite la entrada y descansar y reinar con el Rey por los siglos eternos a los que pasan por la vía áspera, angosta y estrecha de las tribulaciones. 

El ministro es débil, pero nunca desfallece. La imagen del barro del alfarero (v. 7; cfr Jr 18,6) refleja la fragilidad del apóstol y la riqueza de su mensaje: 

Dios ha confiado sus dones a la frágil y débil libertad humana y, aunque la fuerza del Señor ciertamente nos asiste, nuestra concupiscencia, nuestra comodidad y nuestro orgullo la rechazan a veces y nos llevan a caer en pecado (…). Pero lo más importante en la Iglesia no es ver cómo respondemos los hombres, sino ver lo que hace Dios. La Iglesia es eso: Cristo presente entre nosotros.

La esperanza en la resurrección y en el Cielo (4,14) es una fuente de fortaleza para el Apóstol. Aunque el "hombre exterior" —el cuerpo mortal— se va desgastando a causa de tribulaciones y sufrimientos, el "hombre interior" —la vida del alma— se renueva cada día, avanzando hacia su plenitud en el Cielo. Esto se refleja claramente en la vida de los santos.

¿Y de que manera? Por la fe, por la esperanza, por la caridad ardiente. Por tanto hemos de ver los peligros con mirada intrépida. Cuanto mayores sean los males que consuman nuestro cuerpo, más lisonjeras esperanzas deberá concebir nuestra alma, más esplendor y brillo sacará de allí, como el oro toma un brillo más deslumbrante cuando está en el crisol encendido.

La mención de la tienda del desierto resalta la caducidad del cuerpo frente a «las arras del Espíritu» que garantizan y anticipan la vida definitiva, como la de Cristo resucitado:

Esta tierra no es nuestra patria; estamos en ella como de paso, cual peregrinos. (…) Nuestra patria es el Cielo, que hay que merecer con la gracia de Dios y nuestras buenas acciones. Nuestra casa no es la que habitamos al presente, que nos sirve tan sólo de morada pasajera; nuestra casa es la eternidad.

Pablo deja ver la existencia de un juicio particular.

Cada hombre, después de morir, recibe en su alma inmortal su retribución eterna en un juicio particular que refiere su vida a Cristo.

### Capítulo V
Los comentarios de Pablo, procedentes del capítulo anterior acera del sentido por la esperanza del cielo extiende hasta el principio de este capítulo.

#### Texto bíblico
1-Porque sabemos que, si la tienda de nuestra mansión terrena se deshace, tenemos un edificio que es de Dios, una casa no hecha por mano de hombre, sino eterna, en los cielos. 
2-Y así gemimos en esta tienda anhelando revestirnos de nuestra mansión celestial, 
3-si es que entonces somos encontrados vestidos y no desnudos. 
4-Realmente mientras moramos en esta tienda, gemimos oprimidos, porque no queremos ser desvestidos, sino revestidos, para que lo mortal sea absorbido por la vida. 
5-Pero quien nos ha preparado para este fin es Dios, el cual nos ha dado como arras el Espíritu.
A continuación Pablo habla sobre el misterio de la reconciliación
14-Porque el amor de Cristo nos urge, persuadidos de que si uno murió por todos, en consecuencia todos murieron. 
15-Y murió por todos a fin de que los que viven, ya no vivan para sí, sino para aquel que murió y resucitó por ellos.
...
18-Y todo proviene de Dios, que nos reconcilió con él por medio de Cristo y nos confirió el ministerio de la reconciliación. 
19-Porque en Cristo, Dios estaba reconciliando al mundo consigo, sin imputarle sus delitos, y puso en nosotros la palabra de reconciliación. 
20-Somos, pues, embajadores en nombre de Cristo, como si Dios os exhortase por medio de nosotros. En nombre de Cristo os rogamos: reconciliaos con Dios. -

#### Comentarios
El Apóstol justifica su conducta destacando que actúa con honestidad y transparencia (vv. 11-13). La motivación de sus acciones es el amor de Cristo (v. 14), entendido tanto como el amor de Cristo hacia la humanidad como el amor de los creyentes hacia Él. Al hablar de este amor, resume la esencia de la Redención (vv. 15-17): Dios ha reconciliado a la humanidad consigo a través de Jesucristo, quien asumió los pecados y murió en lugar de todos.

Todo lo que el Hijo de Dios obró y enseñó para la reconciliación del mundo, no lo conocemos solamente por la historia de sus acciones pasadas, sino que lo sentimos también por la eficacia de lo que él realiza en el presente.

Dios ha constituido a los Apóstoles embajadores de Cristo para llevar a los hombres la palabra de la reconciliación:

La Iglesia erraría en un aspecto esencial de su ser y faltaría a una función suya indispensable, si no pronunciara con claridad y firmeza, a tiempo y a destiempo, la “palabra de reconciliación” y no ofreciera al mundo el don de la reconciliación. Conviene repetir aquí que la importancia del servicio eclesial de reconciliación se extiende, más allá de los confines de la Iglesia, a todo el mundo. 

### Capítulo VI
Comienza el capítulo comentando Pablo que el Apóstol es un digno ministro de Dios.

### Texto bíblico
3-A nadie damos motivo alguno de escándalo, para que no sea desacreditado nuestro ministerio, 
4-sino que en todo nos acreditamos como ministros de Dios: con mucha paciencia, en tribulaciones, necesidades y angustias; 
5-en azotes, prisiones y tumultos; en fatigas, desvelos y ayunos; 
6-con pureza, con ciencia, con longanimidad, con bondad, en el Espíritu Santo, con caridad sincera, 
7-con la palabra de la verdad, con el poder de Dios; mediante las armas de la justicia, en la derecha y en la izquierda; 
8-en honra y deshonra, en calumnia y en buena fama; como impostores, siendo veraces; 
9-como desconocidos, siendo bien conocidos; como moribundos, y ya veis que vivimos; como castigados, pero no muertos; 
10-como tristes, pero siempre alegres; como pobres, pero enriqueciendo a muchos; como quienes nada tienen, aunque poseyéndolo todo

#### Comentario
Pablo cierra su defensa del ministerio apostólico apelando al sentido de responsabilidad de los corintios, citando Isaías 49,8. Luego, enumera las dificultades que ha enfrentado por cumplir con su misión. El “tiempo favorable” (v. 2) se extiende hasta la venida gloriosa de Cristo al final de los tiempos, y en lo personal, hasta la muerte de cada uno; mientras tanto, cada día es una oportunidad de salvación: 

Ecce nunc dies salutis, aquí está frente a nosotros, este día de salvación. La llamada del buen Pastor llega hasta nosotros: ego vocavi te nomine tuo, te he llamado a ti, por tu nombre. Hay que contestar —amor con amor se paga— diciendo: ecce ego quia vocasti me, me has llamado y aquí estoy (…). Me convertiré, me dirigiré de nuevo al Señor, queriéndole como Él desea ser querido.

La relación de las tribulaciones recuerda la importancia de que soportemos con firmeza y reciedumbre las contrariedades de esta vida: 
Nada te turbe, 
nada te espante, 
todo se pasa, 
Dios no se muda. 
La paciencia 
todo lo alcanza;
quien a Dios tiene
nada le falta: 
Sólo Dios basta»

### Llamada de Pablo al corazón de los corintios
11-¡Corintios! Os hemos hablado con sinceridad y nuestro corazón se ha ensanchado. 
12-No estáis estrechos dentro de nosotros, sino que es en vuestras entrañas donde se da la estrechez. 
13-Para corresponder del mismo modo —como a hijos os hablo—, ensanchaos también vosotros.

#### Comentarios
Con amor paternal pide el Apóstol abiertamente que valoren y respondan a su amor pastoral. 

¡Qué grande, qué inmenso este corazón de Pablo! Abraza a todos los fieles con un amor más ardiente que el que experimentaría el corazón más apasionado, pero abraza con un amor que no se contraría, no se debilita al extenderse a tantos sujetos, sino que permanece el mismo y con igual intensidad hacia cada uno.

### Relación con los paganos
Termina recomendando que tengan cuidado en sus relaciones con los paganos. 
14-No os unzáis a un mismo yugo con los infieles. Porque ¿qué tiene que ver la justicia con la iniquidad? ¿O qué tienen de común la luz y las tinieblas? 
15-¿Y qué armonía cabe entre Cristo y Belial? ¿O qué parte tiene el creyente con el infiel? 
16-¿Y cómo es compatible el templo de Dios con los ídolos? Porque vosotros sois el templo de Dios vivo.

### Capítulo VII
El apóstol comienza expresando su alegría por las noticias traídas por Tito:
6-Pero Dios, que consuela a los humildes, nos consoló con la llegada de Tito; 
7-y no sólo con su llegada, sino también con el consuelo que le habéis proporcionado, comunicándonos vuestra ansia, vuestro llanto, vuestro celo por mí, de manera que mi alegría creció aún más. 

#### Comentario
Pablo desea recuperar completamente la confianza y el afecto de los corintios. Retoma aquí lo que había comenzado a expresar en el capítulo 2, tema que había pausado para responder a las acusaciones en su contra. Ahora aclara que el propósito de su carta fue animarlos al arrepentimiento, un arrepentimiento que se demostraría ante Dios a través del cariño renovado hacia él. Este enfoque muestra cómo, al corregir, es fundamental buscar siempre el bien y la edificación de quien recibe la corrección.

Debemos corregir por amor; no con deseo de hacer daño, sino con la cariñosa intención de lograr su enmienda. Si así lo hacemos, cumpliremos muy bien el precepto: si tu hermano peca contra ti, ve y corrígele a solas tú con él (Mt 18,15)

La «Tristeza según Dios» del versículo 10 es el dolor del alma que llora el pecado con la esperanza del perdón: 

La tristeza que causa un arrepentimiento saludable es propia del hombre obediente, afable, humilde, dulce, suave y paciente, en cuanto que deriva del amor de Dios (…). La tristeza diabólica es diametralmente opuesta. Es áspera, impaciente, dura, llena de amargor y disgusto, y le caracteriza también una especie de penosa desesperación.

### Capítulo VIII
En este capítulo empieza la llamada: Segunda parte de la epístola.

#### Ejemplo de los macedonios
1-Os hacemos saber, hermanos, la gracia de Dios concedida a las iglesias de Macedonia. 
2-En medio de una gran tribulación con que han sido probados, su rebosante gozo y su extrema pobreza se desbordaron en tesoros de generosidad; 
3-porque doy testimonio de que según sus posibilidades, y aun por encima de ellas, espontáneamente 
4-nos pidieron con mucha insistencia la gracia de participar en el servicio a favor de los santos.

#### Comentario
Los cristianos de Macedonia ofrecieron un ejemplo notable de generosidad: aunque su situación económica podía haber sido motivo para excusarse de ayudar a sus hermanos, se destacaron por su generosidad al dar. Pablo utiliza un lenguaje muy cuidadoso en este pasaje, evitando términos como “dinero” o “limosna” y prefiriendo expresiones más espirituales, como “gracia” o “servicio en favor de los santos.”.

#### Llamada a la generosidad de los corintios
7-Y así como tenéis abundancia de todo —de fe, de palabra, de ciencia, de todo desvelo y de la caridad que os hemos comunicado—, sed también abundantes en esta gracia. 
8-No lo digo como una orden, sino que, mediante el desvelo por otros, quiero probar también la autenticidad de vuestra caridad. 
9-Porque conocéis la gracia de nuestro Señor Jesucristo, que, siendo rico, se hizo pobre por vosotros, para que vosotros seáis ricos por su pobreza. 
10-Y en esto os doy un consejo, porque es lo que os conviene: puesto que desde el año pasado habéis sido los primeros no sólo en realizar esto, sino también en desearlo. 
11-Así que ahora llevadlo también a cabo de modo que, la misma buena disposición que tuvisteis para desearlo, la tengáis también para ponerlo en práctica, con arreglo a vuestras posibilidades.

#### Comentarios
Jesucristo es el ejemplo cumplido de desprendimiento y de generosidad (v. 9). 

Si no podéis entender que la pobreza enriquece, representaos a Jesucristo. (…) Si Jesucristo no se hubiera hecho pobre, los hombres no hubieran podido ser enriquecidos. Todo esto ha venido a nosotros por el canal de la pobreza, es decir, porque Jesucristo se ha revestido de nuestra carne, se ha hecho hombre, ha sufrido todo lo que sabemos, aunque Él no fuera, como lo somos nosotros, deudor de la pena y de los sufrimientos.

En la limosna cuenta más la disposición interior que la cantidad (v. 12): 

Si extiendes la mano para dar, pero no tienes misericordia en el corazón, no has hecho nada; en cambio, si tienes misericordia en el corazón, aun cuando no tuvieses nada que dar con tu mano, Dios acepta tu limosna.

#### Pablo elogia a los encargados de la colecta
16-Gracias sean dadas a Dios, que puso en el corazón de Tito el mismo desvelo por vosotros, 
17-porque no sólo acogió mi ruego, sino que con gran interés, por propia iniciativa partió hacia vosotros. 
18-Y con él enviamos al hermano, cuya alabanza por la predicación del Evangelio se extiende a todas las iglesias

#### Comentarios
Pablo muestra prudencia al referirse a los responsables de gestionar la colecta, anticipándose a cualquier posible sospecha sobre la rectitud de su proceder (v. 20). Además de Tito, quien probablemente llevó también esta carta, menciona a otros dos hermanos, aunque sin nombrarlos, lo que dificulta su identificación. Se ha sugerido que el primero podría ser San Lucas, quien estaba posiblemente con Pablo y lo acompañaría a Jerusalén. Otros piensan que el tercer enviado podría ser Apolo, conocido por los corintios. El título "gloria de Cristo" (v. 23), que San Pablo otorga a Tito y a los demás colaboradores, fue más tarde empleado por Pablo VI para referirse a los sacerdotes, reconociendo así la dignidad de su labor apostólica.

Así, en nuestro mundo, que tiene necesidad de la gloria de Dios (cfr Rm 3,23), los sacerdotes, configurados cada vez más perfectamente con el Sacerdote único y sumo, sean gloria refulgente de Cristo (2 Co 8,23) y por su medio sea magnificada la “gloria de la gracia” de Dios en el mundo de hoy.

### Capítulo IX
Pablo exhorta a la rapidez en el servicio en favor de los santos con las siguientes palabras:
1-Sobre el servicio en favor de los santos, resulta superfluo que os siga escribiendo, 
2-porque conozco vuestra buena disposición, por la cual me glorío de vosotros ante los macedonios: Acaya está preparada desde el año pasado y vuestro celo sirvió de estímulo a muchos. 
3-Sin embargo, envío a los hermanos, para que nuestros elogios sobre vosotros no resulten vanos en este asunto y, según he dicho, estéis preparados; 
4-no sea que, si llegan conmigo los de Macedonia, os encuentren desprevenidos y quedemos avergonzados nosotros, por no decir vosotros.

#### Comentarios
En sus recomendaciones, Pablo utiliza la emulación entre las comunidades cristianas para motivar la generosidad. Les recuerda a los corintios que ha elogiado su celo y disposición frente a los macedonios, destacando que fueron los primeros en organizar la colecta. Ahora, Pablo les pide que no lo hagan quedar en vergüenza, sino que sus acciones respalden los elogios que él les ha dado.

#### Frutos de la limosna generosa
El último motivo para estimular la generosidad es la recompensa del Señor. Las cosechas del campo son una prueba de la liberalidad divina: 

Si Dios colma de bendiciones temporales a quienes cultivan la tierra y se ocupan de las necesidades de sus cuerpos, con más razón bendecirá a quienes cultivan el Cielo y se aplican a la salvación de sus almas (…). Por tanto, quiere no solamente que demos limosna, sino que la demos con generosidad. Por eso llama “semilla” a la limosna. El grano echado en tierra produce espigas; así la limosna producirá frutos de justicia y una cosecha abundante.

«Dios ama al que da con alegría» (v. 7). El Apóstol traduce libremente el texto griego de [Proverbios 22, 8 («Dios alaba al hombre alegre y dadivoso»), haciendo hincapié en el gozo de la limosna:

«Si das el pan entristeciéndote pierdes el pan y la recompensa.

### Capítulo X

#### Respuesta a algunas acusaciones
A partir de este capítulo, que se considera la cuarta parte de la epístola, Pablo da respuesta a algunas acusaciones y para ello no duda en hacer uso de su autoridad apostólica.
1-Yo personalmente, Pablo —que cuando estoy presente entre vosotros soy tímido, pero ausente soy audaz—, os exhorto por la mansedumbre y la benignidad de Cristo. 
2-Ruego que, cuando esté presente, no tenga que mostrarme audaz, con la confianza con que pienso obrar resueltamente contra algunos que nos tienen como si procediésemos según la carne. 
3-Porque, aunque vivimos en la carne, no militamos según la carne; 
4-porque las armas de nuestro combate no son carnales, sino que Dios las hace poderosas para derribar fortalezas: deshacemos sofismas : 
5-y toda altanería que se levanta contra la ciencia de Dios, y sometemos a la obediencia de Cristo, como a un prisionero, a todo entendimiento,
6-dispuestos a castigar toda desobediencia cuando vuestra obediencia sea completa. 
7-Sólo veis según las apariencias.

#### Comentarios
Pablo reafirma su autoridad apostólica ante aquellos que malinterpretan su bondad y mansedumbre como falta de carácter. Sabe que su autoridad proviene de Cristo, y por ello prefiere emplearla, siempre que sea posible, para construir y fortalecer en lugar de imponer o destruir (v. 11). Al decir “vivimos en la carne”, Pablo usa la expresión en un sentido positivo, refiriéndose a la experiencia común de la vida humana. Sin embargo, cuando habla de “militar según la carne”, le da un tono negativo, sugiriendo una actitud guiada por criterios y deseos meramente humanos.

Proceder según la carne se dice de quienes ponen su fin en bienes materiales y orientan sus obras para conseguir lo que es de la carne. Y como esto se lo pueden arrebatar, se comportan con blandura y sumisión con los demás.

### Capítulo XI
En este momento comienza la quinta parte de la epístola.

#### Motivos de gloria del apóstol
- 2 Corintios Pablo recuerda a los corintios que su sustento era dispensado por los hermanos de Macedonia, es decir, por la comunidad de Filipos, según se desprende de Filipenses, que a ellos nunca les fue gravoso y que su predicación fue gratuita.

- 2 Corintios es uno de esos pasajes de tono arduo y polémico en los que Pablo defiende su labor predicadora y su condición apostólica, extendiéndose en un relato pormenorizado de las penurias y padecimientos soportados.

- 2 Corintios En el versículo 22, Pablo reafirma su origen judío diciendo de sus enemigos: ¿Son hebreos? Yo también. ¿Son israelitas? Yo también. ¿Son descendientes de Abraham? Yo también.[61] Dado que Pablo defendía una relajación de la ley judía para los cristianos gentiles, el sector judaizante de las comunidades le acusaba de ser poco judío, máxime cuando era de Tarso, es decir, un judío de la diáspora. Pablo se defendía diciendo yo más, es decir, yo soy tan judío como el que más y cuando perseguí a la iglesia fui su más celoso perseguidor.

- 2 Corintios En el versículo 23, Pablo continúa la misma argumentación para defenderse de otra de las acusaciones que se le hacían. Pablo se consideraba ministro de Cristo en virtud de su encuentro con él en Damasco. En todas sus epístolas recordaba que su apostolado era de origen divino y tampoco aceptaba que se lo tuviese por menos apóstol que otros. Por eso decía:

¿Son ministros de Cristo? Yo más. En trabajos, más. En azotes, más. En peligros de muerte, más.

- 2 Corintios En este pasaje comienza Pablo un relato de sus desventuras.

#### Comentarios
Las constantes disculpas de Pablo en el versículo 1 y otras partes (cfr. 11,1.16.18.21.23; 12,1.6.11) reflejan el tono emotivo de este pasaje, conocido como el “discurso del insensato,” donde Pablo se presenta irónicamente en este rol. Con esta figura literaria, expresa un intenso celo pastoral y se muestra como el "amigo del esposo", preocupado por la pureza de la Iglesia ante el riesgo de ser desviada por sus enemigos. 

El Apóstol dice que la Iglesia es como Eva, a la que el diablo a veces persigue abiertamente por medio de tiranos y poderes, y entonces es como león rugiente que anda rondando y busca a quién devorar. Otras veces molesta a la Iglesia a escondidas por medio de los herejes que prometen la verdad y simulan ser buenos, y entonces es como la serpiente que seduce con su astucia, prometiendo cosas falsas.

El término irónico “superapóstoles” lo usa Pablo para referirse a falsos maestros que se atribuían autoridad apostólica.

#### Padecimientos por Cristo
Desde el versículo 21 hasta el 31 inclusive Pable hace una enumeración exhaustiva de sus padecimientos por Cristo. Comienza la apología propiamente dicha, señalando su condición social y sus méritos, en contraste con los de sus adversarios.
Es conmovedor leer la lista de sufrimientos de Pablo, que además aporta valiosos detalles autobiográficos ausentes en los Hechos de los Apóstoles. Es notable que él presente precisamente estos padecimientos como prueba de su compromiso y autenticidad en el ministerio de Cristo. Para Pablo, el dolor y la cruz son elementos inseparables de la vida cristiana.

Cuando emprendemos el camino real de seguir a Cristo, de portarnos como hijos de Dios, no se nos oculta lo que nos aguarda: la Santa Cruz, que hemos de contemplar como el punto central donde se apoya nuestra esperanza de unirnos al Señor. Te anticipo que este programa no resulta una empresa cómoda; que vivir a la manera que señala el Señor supone esfuerzo. Os leo la enumeración del Apóstol, cuando refiere sus peripecias y sus sufrimientos por cumplir la voluntad de Jesús: cinco veces recibí de los judíos cuarenta azotes menos uno… (2 Co 9,24-28).

### Capítulo XII
- 2 Corintios Pablo dice de sí mismo:

Me ha sido dado un aguijón en la carne, para que no me engría.

El aguijón o espina en la carne puede referirse a una dolencia física o a un malestar espiritual. Aún pudiendo tratarse de una enfermedad física, Pablo la interpreta como efecto espiritual que contrapesa el orgullo que le podría sobrevenir por la excelencia única de sus experiencias espirituales. Dicha espina podría ser la misma enfermedad que le sobrevino durante la predicación a los gálatas (Gálatas 4:13-15).

### Capítulo XIII
A continuación se excusa por haber hablado como un necio y termina dando una serie de recomendaciones para su próxima visita. Como en las demás epístolas, termina con una despedida muy afectuosa y cordial pidiendo que el amor a Jesucristo y la comunión con el Espíritu Santo esté con todos ellos.

## Unicidad
Según el Easton's Bible Dictionary,

Esta epístola, se ha dicho bien, muestra la individualidad del apóstol más que ninguna otra. «La debilidad humana, la fortaleza espiritual, la más profunda ternura de afecto, el sentimiento herido, la severidad, la ironía, la reprimenda, la apasionada auto-reivindicación, la humildad, un justo respeto por sí mismo, el celo por el bienestar de los débiles y los que sufren, así como por el progreso de la iglesia de Cristo y por el avance espiritual de sus miembros, todo ello se muestra a su vez en el curso de su llamamiento.» -Lias, Segunda Epístola a los Corintios.